# Rhys Pugh
Rhys Pugh (23 september 1993) is een amateur golfer uit Wales.
Rhys begon in 2001 met golf. Hij werd al gauw in de nationale training opgenomen en op 15-jarige leeftijd speelde hij al met het nationale herenteam in het buitenland.
In 2009 was hij Welsh Amateur of the Year.

In 2010 won hij twee internationale jeugdtoernooien (tot 18 jaar), de Peter McEvoy Trophy en de Fairhaven Trophy.

In 2011 was hij de tweede Welsh winnaar van het Iers Amateur, dat sinds 1892 bestaat. Verder was hij als 17-jarige het jongste lid van het Walker Cup-team, dat in Aberdeen de Amerikanen versloeg. 
Rhys zat op de Pontypridd High School en studeert aan de East Tennessee State University. In september 2011 staat hij op nummer 59 van de wereldranglijst.

## Gewonnen
Nationaal
- 2007: Clwyd Open
- 2009: Aberconwy Trophy
- 2010: Clwyd Open

Internationaal
- 2010: Peter McEvoy Trophy, Fairhaven Trophy
- 2011: Iers Amateur Open Kampioenschap
- 2013: European Amateur Championship

## Teams
- Eisenhower Trophy: 2010
- European Men's Team championship: 2010
- Walker Cup: 2011 (winnaars), 2013